# Art Harris
Pour les articles homonymes, voir Harris.
Arthur Carlos Harris, Jr. (né le 13 janvier 1947 et mort le 13 octobre 2007) est un ancien joueur américain professionnel de basket-ball.

## Biographie
Meneur de jeu issu de l'université Stanford, Harris joua quatre saisons (1968-1972) en NBA sous les couleurs des SuperSonics de Seattle et des Suns de Phoenix. Il fut nommé dans la NBA All-Rookie Team en 1969 avec Seattle avec une moyenne de 12,4 points par match.